# Fred Schmidt (Entertainer)
Fred Schmidt (* 30. Januar 1935 in Berlin; † 6. September 2010 in Arnstadt) war ein deutscher Entertainer und volkstümlicher Sänger. Bekannt wurde Schmidt im DDR-Fernsehen durch seine Sendung Oberhofer Bauernmarkt.

## Leben
Schmidt wuchs in Erfurt auf. Nach einer dreijährigen Ausbildung an der Musikschule in den 1950er Jahren erlernte er zunächst den Beruf eines Buchhändlers. Danach beabsichtigte der Tenor Schmidt ein Studium der klassischen Musik am Konservatorium Weimar aufzunehmen. Aus einer 1956 erfolgten Aushilfe als Sänger bei einer regionalen Country-Band erwuchs eine zweijährige musikalische Tätigkeit. Danach, 1960 wechselte Schmidt als Sänger und Gitarrist zum Wolf-Hanssen-Terzett, mit Hans-Wolfgang Libbertz und Joachim Meißner, mit dem er u. a. eine viermonatige Tournee durch Südamerika unternahm. Auf dieser Südamerika Tournee verschwand Hans-Wolfgang Libbertz am letzten Abend vor dem Rückflug und kehrte nicht wieder in die  DDR zurück; er war, wie alle im Ensemble, Mitglied der SED. Meißner und Schmidt blieben zusammen und Vlady Slezak aus Prag kam neu dazu. Von 1966 bis 1970 entstanden so die "allegros". Die Gruppe wurde von Repertoire und Instrumentarium erweitert und modernisiert. Sie bekam die höchste Einstufung. Der Berliner Friedrichstadtpalast, 8 Mal das Steintor-Varieté Halle und Gastspiele im In- und Ausland, Rundfunk, TV und Amiga waren die weiteren Stationen. Ab 1970 arbeitete Schmidt als Solist, seine Lieder wurden u. a. von Gerhard Siebholz, Rudi Werion und Gerhard Honig komponiert. Zu dieser Zeit wechselte er ins volkstümliche Fach.
Den Höhepunkt seiner Solo-Karriere erreichte Schmidt mit der volkstümlichen Musikshow Oberhofer Bauernmarkt des DDR-Fernsehens. Bei der ersten Folge am 30. Januar 1974 trat er als Sänger auf. Später übernahm er mit Rosemarie Ambé die Moderation der Show, in der u. a. Stefanie Hertel und Gaby Albrecht ihre ersten Fernsehauftritte hatten. Fred Schmidt wirkte bis zur Absetzung der Sendung im Jahre 1991 an allen der 99 Folgen des Oberhofer Bauernmarktes mit. Danach tourte er mit dem Bauernmarkt live und seinem Soloprogramm Sing mit Fred Schmidt durch ostdeutsche Säle, im Fernsehen war er jedoch kaum noch präsent. Schmidt lebte mit seiner Familie seit 1997 in Elxleben. Seine letzten Auftritte hatte er trotz seiner Leukämieerkrankung im Sommer 2010. Wenig später verstarb er in Arnstadt an seiner Erkrankung.
Aus der 1977 mit seiner Frau Heidi geschlossenen Ehe ging ein Sohn hervor.